# 8308-as mellékút (Magyarország)
A 8308-as számú mellékút egy bő 12 kilométer hosszú, négy számjegyű mellékút Győr-Moson-Sopron vármegyében; Győr déli vonzáskörzetében kapcsol össze néhány települést a 83-as főúttal. Végponti végén – négy számjegyű létére aránylag szokatlan módon – nem csatlakozik közúthoz.

## Nyomvonala
Győrszemere központjától északkeletre, külterületen ágazik ki a 83-as főútból, majdnem pontosan annak a 61. kilométerénél, délkelet felé. Bő fél kilométer után keresztezi a Győr–Celldömölk-vasútvonal vágányait, Győrszemere vasútállomás térségének északi szélén, előtte még beletorkollik dél felől a 83 132-es számú mellékút, amely szintén a főútból kiágazva, déli irányból – a település központja felől – szolgálja ki az állomást. A vasúti átkelőt elhagyva az út újabb kereszteződéshez ér: észak felé a 83 127-es számú mellékút ágazik ki belőle, Tényő felé, a 8308-as pedig délnek folytatódik. Kevéssel ezután eléri Győrszemere Szőlőhegy településrészének legészakibb házait, ott a Felpéci út nevet veszi fel. Így húzódik majdnem egészen a 4+100-as kilométerszelvényéig, ahol nemcsak a lakott terület szélét éri el, de a község délkeleti határszélét is.
Felpéc közigazgatási területén folytatódik, változatlanul nagyjából déli irányt követve. A település lakott területét épp csak súrolja egy rövid szakaszon, keleti irányból; a belterületen csak a 8307-es út halad végig, amely 6,8 kilométer megtétele után épp ott torkollik bele a 8308-as útba, utóbbi 6+200-as kilométerszelvénye táján. Ezután a 8308-as egy kicsit keletebbi irányt vesz; a hetedik kilométere után egy rövid szakaszon még érinti Felpéc lakott területének szélét, de a nyolcadik kilométerénél már Kajárpéc határai között jár.
Kevéssel a tizedik kilométere előtt éri el Kajárpéc Kispéc településrészének házait, melyek között a Hegyalja utca nevet veszi fel. A településrész központjában, a 10+350-es kilométerszelvénye közelében beletorkollik, 4,6 kilométer teljesítése után a 83 125-ös számú mellékút, ez Szerecseny határszélétől, a 8306-os úttól húzódik idáig. A folytatásban Teleki utca a neve, így éri el Kajár településrész központját. Utolsó szakaszának nyomvonala nem egyértelmű, mert a kira.gov.hu térképén két útvonal is viseli ezt az útszámozást, de az biztos, hogy még a község belterületén véget ér.
Teljes hossza, az országos közutak térképes nyilvántartását szolgáló kira.gov.hu adatbázisa szerint 12,198 kilométer.

## Települések az út mentén
- Győrszemere
- Felpéc
- Kajárpéc